# 目黒幸子
目黒 幸子（めぐろ さちこ、1926年8月26日 - 2015年10月8日）は、日本の女優。本名は井上幸子（旧姓目黒）。東京都出身。共立女子大学卒。

## 来歴・人物
1948年大映第4期ニューフェイスに合格、大映東京撮影所に入社。同期に中条静夫、早川雄三。1949年、「愛染草」でデビュー。1971年の倒産まで在籍する。大映在籍中、三島由紀夫主宰の浪曼劇場に加わるが三島の自死により劇団は解散。1984年賀原夏子に誘われて劇団NLTに入団、以後舞台活動を中心とする。
1955年、大映助監督（後に監督）の井上芳夫と結婚するも、1989年に離婚。1981年から1983年にかけては井上幸子名で活動。特技は太極拳。
2015年10月8日午前3時23分、骨髄腫および老衰のため東京都荒川区の自宅で逝去。89歳没。

## 出演

### 映画
- 愛染草（1949年、田中重雄監督）
- 毒薔薇（1949年、久松静児監督）
- 笑う地球に朝が来る（1950年、水野恰監督）
- 蜘蛛の街（1950年、鈴木英夫監督）
- 浅草の肌（1950年、木村恵吾監督） - 青山早苗
- 母月夜（1951年、佐伯幸三監督） - マキの友人
- 母千鳥（1951年、佐伯幸三監督）
- 西城家の饗宴（1951年、鈴木英夫監督）
- のど自慢三羽烏（1951年、渡辺邦男監督）
- 長崎の歌は忘れじ（1952年、田坂具隆監督）
- 乾杯!東京娘（1952年、木村恵吾監督）
- 胡椒息子（1953年、島耕二監督） - お静
- 浅草物語（1953年、島耕二監督） - けい子
- あにいもうと（1953年、成瀬巳喜男監督）
- 心の日月（1954年、木村恵吾監督） - 峰子
- 馬賊芸者（1954年、島耕二監督） - 染奴
- 金色夜叉（1954年、島耕二監督） - 遊佐妻
- 花のいのちを（1954年、田中重雄監督） - 女看守
- 浅草の夜（1954年、島耕二監督） - ××亭の女中
- 幸福を配達する娘（1955年、木村恵吾監督） - 敦子
- 東京暴力団（1955年、鈴木重吉監督） - アパート管理人
- 娘の縁談（1955年、木村恵吾監督）
- 母笛子笛（1955年、斎村和彦監督） - 女医
- 花嫁のため息（1956年、木村恵吾監督） - 澄子
- 新妻の寝ごと（1956年、木村恵吾監督） - 澄子
- 宇宙人東京に現わる（1956年、島耕二監督） - 磯辺徳子
- 赤線地帯（1956年、溝口健二監督）
- 裁かれる十代（1956年、佐伯幸三監督） - 白根
- いとはん物語（1957年、伊藤大輔監督） - お勢
- 慕情の河（1957年、島耕二監督） - 女プロデューサー
- 朝の口笛（1957年、枝川弘監督） - 井上千鶴子
- 名犬物語吠えろシェーン （1957年、水野恰監督） - 山田さん
- 永すぎた春（1957年、田中重雄監督） - 森川夫人
- 愛すべき罪（1957年、西条文喜監督） - 吉川の細君
- 穴（1957年、市川崑監督） - 夜の女
- 暖流（1957年、増村保造監督） - 雪枝
- 夜の蝶（1957年、吉村公三郎監督）
- 大都会の午前三時（1958年、西条文喜監督） - 二十九号
- 氷壁（1958年、増村保造監督） - 小母さん
- 白いジープのパトロール（1958年、竹谷豊一郎監督） - 繁田の夫人
- 大阪の女（1958年、衣笠貞之助監督） - 看護婦
- 巨人と玩具（1958年、増村保造監督） - 岩崎
- 素っ裸の青春（1958年、原田治夫監督） - 河原田伊津子
- 共犯者（1958年、田中重雄監督） - 町田の妻
- 氾濫（1959年、増村保造監督） - 邦子
- 電話は夕方に鳴る（1959年、吉村公三郎監督） - 永井公子
- 美貌に罪あり（1959年、増村保造監督） - アパートの女
- かげろう絵図（1959年、衣笠貞之助監督） - 中薩田毎
- 総会屋錦城 勝負師とその娘（1959年、島耕二監督） - 浜田
- あゝ特別攻撃隊（1960年、井上芳夫監督） - 防空壕の女
- 扉を叩く子（1960年、井上芳夫監督） - 隣の奥さん
- 歌行燈（1960年、衣笠貞之助監督） - おきみ
- 女妖（1960年、三隅研次監督）
- 女は夜化粧する（1961年、井上梅次監督） - ホステス
- 恋にいのちを（1961年、増村保造監督） - 女中
- 新夫婦読本・恋愛病患者（1961年、枝川弘監督） - 佐伯
- 新夫婦読本・若奥様は売れっ子（1961年、富本壮吉監督） - 賢夫人的マダム
- みだれ髪（1961年、衣笠貞之助監督） - お八重
- この青年にご用心（1961年、井上芳夫監督） - 下着店の女主人
- 新夫婦読本・窓から見ないで（1961年、富本壮吉監督） - 山川しげ子
- 泥だらけの拳銃（1961年、木村恵吾監督） - お妙
- 女は二度生まれる（1961年、川島雄三監督） - 小吉
- 夕やけ小やけの赤とんぼ（1961年、島耕二監督） - 石毛花江
- 命みじかし恋せよ乙女（1961年、寺島久監督） - 須田
- 性生活の知恵 第二部（1961年、阿部毅監督） - 美佐子
- 化身（1962年、森一生監督）
- 夢でありたい（1962年、富本壮吉監督） - 森幡田鶴子
- 黒蜥蜴（1962年、井上梅次監督） - 岩瀬夫人
- スーダラ節 わかっちゃいるけどやめられねぇ（1962年、弓削太郎監督） - 松子
- 閉店時間（1962年、井上梅次監督） - メガネの婦人客
- B・G物語 易入門（1962年、富本壮吉監督） - 良子
- サラリーマンどんと節　気楽な稼業と来たもんだ（1962年、枝川弘監督） - 大島豊子
- 黒の試走車（1962年、増村保造監督） - 小野田久子
- 団地夫人（1962年、枝川弘監督）
- やくざの勲章（1962年、井上梅次監督） - 川島夫人
- 団地夫人（1962年、枝川弘監督） - 夫人
- 温泉芸者（1963年、富本壮吉監督） - 貞子
- 嘘（1963年、増村保造、吉村公三郎、衣笠貞之助監督）
- 黒の商標（1963年、弓削太郎監督） - 高瀬満州子
- 温泉巡査（1963年、原田治夫監督） - 婦人
- 殺られる前に殺れ（1964年、弓削太郎監督） - 安岡けい
- 獣の戯れ（1964年、富本壮吉監督） - 秀子
- 続・高校三年生（1964年、弓削太郎監督） - 塩田夫人
- 黒の超特急（1964年、増村保造監督） - 隣の奥さん
- 帯をとく夏子（1965年、田中重雄監督） - 看護婦
- 妻の日の愛のかたみに（1965年、富本壮吉監督） - 信太郎の妻
- 銭のとれる男（1966年、村野鐵太郎監督） - 大田秋代
- わが 愛を星に祈りて（1966年、島耕二監督） - 佐伯正子
- 複雑な彼（1966年、島耕二監督） - 女中
- 雪の喪章（1967年、三隅研次監督）
- にせ刑事（1967年、山本薩夫監督） - 信夫の母
- 監獄への招待（1967年、井上昭監督） - 堀婦長
- あるセックス・ドクターの記録（1968年、弓削太郎監督） - 三村春江
- セックス・チェック 第二の性（1968年、増村保造監督） - 安河
- 不信のとき（1968年、今井正監督） - 石垣看護婦
- ある女子高校医の記録 妊娠（1968年、弓削太郎監督） - 森看護婦
- 闇を裂く一発（1968年、村野鐵太郎監督） - 和彦の母
- フリーセックス 十代の青い性（1968年、井上芳夫監督） - 倉持とよ
- 高校生芸者（1968年、弓削太郎監督） - 笹山あや子
- ある女子高校医の記録 初体験（1968年、帯盛廸彦監督） - とみ
- 続セックス・ドクターの記録（1968年、弓削太郎監督） - 中沢照子
- 蛇娘と白髪魔（1968年、湯浅憲明監督） - 鬼頭しげ
- ある女子高校医の記録 失神（1969年、弓削太郎監督） - 菊江
- 千羽鶴（1969年、増村保造監督） - 中年の女
- 女殺し屋 牝犬（1969年、井上芳夫監督） - 福田
- ある女子高校医の記録 続・妊娠（1969年、帯盛廸彦監督） - 須川千鶴
- 女賭博師丁半旅（1969年、井上芳夫監督） - 田所婦長
- いそぎんちゃく（1969年、弓削太郎監督） - 川井房代
- 続・いそぎんちゃく（1970年、臼坂礼次郎監督） - 女教師
- 女賭博師壷くらべ（1970年、井上芳夫監督） - 下宿のおかみ
- 太陽は見た（1970年、井上芳夫監督） - 敏江
- 夜のいそぎんちゃく（1970年、弓削太郎監督） - 志村美智子
- 高校生番長 棒立てあそび（1970年、岡崎明監督）
- おさな妻（1970年、臼坂礼次郎監督）
- 成熟（1971年、湯浅憲明監督） - 加納咲江
- 三婆（1974年、中村登監督） - 中川
- 曽根崎心中（1978年、増村保造監督） - おみね
- カリスマ（2000年、黒沢清監督） - 華子
- 百合祭（2001年、浜野佐知監督） - 戸塚ネネ
- 目下の恋人（2002年、辻仁成監督）

### 舞台
- 水族館
- ニノチカ
- 湾岸から遠く離れて
- エレクトラ
- 嫁も姑も皆幽霊
- オスカー
- 正直ゲーム
- 我が青春のマリアンヌ
- 極楽ホームへいらっしゃい
- 宴会泥棒
- クレオパトラ
- 小包
- 喜劇桜の園
- 竹青
- くたばれハムレット

### テレビドラマ
- 海底人8823（1960年、CX） - 及川夫人
- 図々しい奴（1963年、TBS）
- ザ・ガードマン （TBS）
  - 第8話「第9レースを狙え」（1965年）
  - 第10話「黒い恐怖」（1965年）
  - 第21話「黄金の牙」（1965年）
  - 第37話「いちばん長い夜」（1965年）
  - 第40話「結婚と微笑」（1966年）
  - 第47話「美貌の罠」（1966年）
  - 第56話「都会の陰謀」（1966年）
  - 第94話「美しいスパイたち」（1967年）
  - 第110話「栄光への罠」（1967年）
  - 第142話「悪魔の爪あと」（1967年）
  - 第147話「交通殺人」（1968年）
  - 第155話「絶望の36時間」（1968年）
  - 第173話「幽霊の招く館」（1968年）
  - 第176話「新・四谷怪談」（1968年）
  - 第197話「集団誘拐」（1969年）
  - 第218話「サラリーマンは夜に勝負する」（1969年）
  - 第224話「怪談・幽霊の赤ちゃん」（1969年）
  - 第238話「女がライバルを殺す方法」（1969年）
  - 第239話「金貸しばあさん殺人事件」（1969年）
  - 第241話「生まれたわが子はお化けの赤ちゃん」（1969年）
  - 第265話「離婚孤児争奪戦」（1970年）
  - 第280話「女子高校生スキャンダル殺人」（1970年）
  - 第336話「セクシー娘・お色気捕物帖」（1971年）
- 母の暦（1968年、NTV） - 伊佐子
- 夕陽の舞い（1970年6月8日～7月31日、CX） - 秀桂尼
- 火曜日の女シリーズ（NTV）
  - 逃亡者 －この街のどこかで－（1970年、大映テレビ室） - 唐沢の母親
  - 花は見ていた（1971年、ユニオン映画） - 美容院店主
  - 男と女と（1973年）
- ガッツジュン（1971年、TBS） - 園部美穂
- 大奥の女たち（1971年、CX） - 中臈玉井
- 泣くな青春 第6話「愛の谷間」（1972年、CX）
- 特別機動捜査隊　（1961年～1977年、NET）
  - 第575話「真実への出発」（1972年）
  - 第591話「失われた乳房」（1973年）
  - 第607話「砂の塔」（1973年）
  - 第632話「赤い魔女」 (1973年)　- 秋本里子
  - 第635話「初笑いトラトラトラ捕物帳」 (1974年)　- 田中係長夫人・清子
  - 第656話「熱風への復讐」 (1974年)　- 久松玉緒
  - 第702話「消えた一千万円」（1975年）
  - 第720話「待っている女」（1975年）
  - 第767話「わたしは尼寺へ行きたい」 (1976年)　- 西田秋子
  - 第799話「娘の思春期」（1977年） - 関根保子
- 荒野の用心棒 第23話「叛逆砦に陽はまた昇り…」（1973年、NET） - きみ
- 伝七捕物帳（1973年～1975年、日本テレビ）
  - 第6話「やせても枯れても人の親」 - お滝
- 太陽にほえろ! （東宝 / NTV）
  - 第69話 「初恋への殺意」（1973年） - 浜代
  - 第103話「狼を見た少年」（1974年） - 前原夫人
- 剣客商売 第20話「男まさり」（1973年、CX） - 柏屋お内儀
- 大江戸捜査網 （12ch・三船プロ）
  - 第198話「地下に眠る美女」（1975年）
  - 第205話「謎の女を張り込め!」（1975年）
  - 第265話「殺し屋と少年」（1976年）
- 破れ傘刀舟 悪人狩り （1974年～1977年、NET）
  - 第69話「地獄の女郎花」（1976年） - おいね
  - 第100話「夜歩き美女」（1976年） - お徳
  - 第118話「天女のような女」（1976年） - およし
- しろがね心中（1975年、TBS）
- 母絶唱（1975年、NTV）
- 赤い衝撃（1976年、TBS）
- 破れ奉行（1977年、テレビ朝日）
  - 第9話「暗黒街のふたり」
- Gメン'75 （TBS）
  - 第81話「灰色高官殺人事件」（1976年）
  - 第91話「逃亡者」（1977年）
  - 第117話「日本降伏32年目の殺人」（1977年） - 大野ヤス
  - 第129話「警察犬と女刑事」（1977年） - 松井夫人
  - 第145話「北極回りSK980便」（1978年） - 田口文夫の母
  - 第146話「マドリッド闘牛場の殺し屋」（1978年） - 田口文夫の母
  - 第148話「ヨーロッパ特急大爆破」（1978年） - 田口文夫の母
  - 第282話「肉体のない女が呼んでいる」（1980年） - 霊媒師
- 江戸の鷹 御用部屋犯科帖 第16話「熱砂の女地獄谷!」（1978年、テレビ朝日）
- 駆け込みビル7号室 第9話「野球トバクを追え! 連続三振は死の匂い」（1979年、CX）
- 母子草（1979年、TBS）
- 下町の空（1981年、TBS）
- 西部警察（テレビ朝日 / 石原プロ）
  - 第33話「聖者の行進」（1980年） - マリの祖母
  - 第81話「愛と炎のメロディー」（1981年） - 坂本信行の母
- 赤い関係（1982年、TBS）
- 土曜ドラマスペシャル / 嫉妬のウエディングドレス（1988年、TBS）
- ザ・サスペンス　（TBS）
  - 黄金流砂 アヒルは死の言葉・東北王朝の遺産はいずこ?（1983年）
- 火曜サスペンス劇場（NTV）
  - ジューンブライド・ママ」（1988年6月14日）
  - 山岳ミステリー(3)八甲田山死の誘い（1990年）
  - 盲人探偵・松永礼太郎(5)逆恨み（1995年）
  - 介護福祉士 哀しい嘘（2000年）
  - 弁護士・高林鮎子(29)フレッシュひたち17号の偽証（2001年） - 老妻
- デパート!夏物語（1991年、TBS） - 老夫婦のお客様
- 月曜・女のサスペンス / 薩摩の女－指宿温泉連続殺人事件（1992年、TX）
- 土曜ワイド劇場（ANB）
  - 眠りの森の美女殺人事件（1993年） - 風間の母
  - 北都殺人紀行（1995年） - 松沼タネ
  - 法医 歯科学の女(1)（1997年）
  - 山村美紗サスペンス / 花の京都、美人姉妹の推理（1998年） - 花布記代
  - 火災調査官・紅蓮次郎(7)（2007年）（EX） - 成田マサ
- NHK連続テレビ小説 / 春よ、来い（1995年、NHK）
- 傷だらけの女（1999年、KTV）
- 中学生日記 / 死の授業（2000年、NHK）
- 女と愛とミステリー / 西村寿行の黒い目撃者（2002年、TX）
- 虹色定期便（2003年、NHK） - 風太郎の祖母
- 牙狼-GARO- 第14話「悪夢」（2006年、TX） - 道寺の妻（写真）